# Pierre de Fermat (câblier)
Le Pierre de Fermat est un navire câblier battant pavillon français, immatriculé à Marseille, spécialisé dans la pose et la réparation de câble sous-marin, tant de télécommunication que de câble "énergie". Basé à Brest et opérationnel 24h/24 et 365 jours par an, il est chargé de la zone Atlantique et Europe du Nord dont la gestion revient à la compagnie Orange Marine, filiale maritime de l'opérateur français de télécommunication Orange.

## Construction
Le Pierre de Fermat a été construit en deux étapes. D'abord la découpe des tôles et leur assemblage a eu lieu au chantier naval de l'entreprise Vard de Braila en Roumanie. Ensuite, la coque nue a été convoyée jusqu'à Brattvåg en Norvège où les équipements et l'aménagement intérieurs ont été installés. Le navire arriva à Brest le 29 octobre 2014 après son baptême le 18 octobre 2014 en présence de sa marraine, Dorothée de Almeida.

## Caractéristiques
Avec un port en lourd de 4000 tonneaux, long de 100 mètres et large de 21,5 mètres, le Pierre de Fermat a un tirant d'eau maximum de 7,1 mètres.
Équipé d'une propulsion diesel/électrique développant 10MW sur quatre moteurs Caterpillar, le navire peut atteindre la vitesse de 15 nœuds. A sa vitesse commerciale, 12 nœuds, la consommation de carburant s'élève à 20 tonnes par jour.
Grâce à sa propulsion principale composée de deux propulseurs azimutaux de 2500 kW chacun, ainsi que deux propulseurs d'étrave en tuyère et d'un azimut rétractable d'une puissance nominale de 880 kW, le Pierre de Fermat est certifié DP 2 (positionnement dynamique) lui permettant d'assurer son service jusque force 7 (sur l'échelle de Beaufort) par le travers.
Trois cuves lui permettent de charger 2300 tonnes de câbles pour effectuer ses réparations et poses.
Le navire est équipé d'un ROV de 9 tonnes, Hector 7 , ayant une profondeur opérationnelle jusqu'à 2000 mètres. Il effectue des missions telles que l'inspection, l'ensouillage (qui permet de protéger le câble dans des zones sensibles et lorsque le fond le permet), ou encore le sectionnement du câble.